# Haerella
Haerella es un género de foraminífero bentónico de la subfamilia Rupertininae, de la familia Victoriellidae, de la superfamilia Planorbulinoidea, del suborden Rotaliina y del orden Rotaliida. Su especie tipo es Haerella conica. Su rango cronoestratigráfico abarca desde el Santoniense hasta el Campaniense (Cretácico superior).

## Clasificación
Haerella incluye a la siguiente especie:
- Haerella conica †